# Hiram Cruz
Hiram Cruz (19 de marzo de 1971) es un deportista puertorriqueño que compitió en judo. Ganó dos medallas en el Campeonato Panamericano de Judo en los años 1999 y 2008.

## Palmarés internacional
| Campeonato Panamericano | Campeonato Panamericano | Campeonato Panamericano | Campeonato Panamericano |
| Año                     | Lugar                   | Medalla                 | Categoría               |
| ----------------------- | ----------------------- | ----------------------- | ----------------------- |
| 1999                    | Montevideo (Uruguay)    | Medalla de plata        | –55 kg                  |
| 2008                    | Miami (Estados Unidos)  | Medalla de oro          | –55 kg                  |